# Еленин, Леонид Владимирович
Леони́д Влади́мирович Еле́нин (род. 10 августа 1981 года) — российский астроном, открыватель долгопериодической кометы C/2010 X1, короткопериодической кометы P/2011 NO1 и нескольких астероидов, сотрудник Института прикладной математики им. М. В. Келдыша РАН.

## Биография
Леонид Еленин родился 10 августа 1981 года. Когда Леониду было 8—9 лет, он прочёл книгу Ф. Ю. Зигеля «Сокровища звёздного неба» и после этого увлёкся астрономией. Открытие кометы было для Леонида мечтой с детства.
В 2004 году закончил Московский авиационный институт по специальности «проектирование электронно-вычислительных комплексов». В настоящее время Леонид является сотрудником Института прикладной математики им. М. В. Келдыша РАН.
В 2007 году Леонид Еленин впервые услышал об удалённых наблюдениях, и в 2008 году получил доступ к удалённой обсерватории Tzec Maun (около посёлка Mayhill, штат Нью-Мексико, США), которая предоставляет бесплатный доступ к своим телескопам любителям со всего мира. Позже он также получил наблюдательное время на 80-см телескопе на частной обсерватории Тенагра II (Tenagra II Observatory), доступ к данным которой ему предоставил её владелец Майкл Шварц (en:Michael Schwartz).
15 марта 2009 года по данным обсерватории Tzec Maun Леонид открыл астероид 216439 Lyubertsy из главного пояса астероидов, названный в честь города Люберцы (Московская область). Всего им было открыто около 500 астероидов, из них четыре пронумерованных, также было переоткрыто несколько короткопериодических комет.

## Обсерватория ISON-NM
В мае 2010 года в рамках астероидного проекта ISON (ПулКОН) была запущена первая российская удалённая обсерватория в западном полушарии ISON-NM (штат Нью-Мексико, США), обзорные наблюдения на ней начались 13 июля 2010 года. Леонид стал на ней дистанционным наблюдателем. Каждую ясную ночь он наблюдает десятки квадратных градусов звёздного неба и измеряет тысячи астероидов, попавших в поле зрения 46-см телескопа обсерватории. Для ускорения процесса обработки снимков используется оригинальный программный пакет CLT.
10 сентября 2010 года, в ходе планового обзора неба, Леонид Еленин открыл первый околоземный астероид обсерватории ISON-NM — довольно яркий (ярче 18-й звёздной величины) и умеренно быстрый (1,9″/мин) объект, который получил обозначение 2010 RN80< и оказался сближающимся с Землёй астероидом семейства Амура. На минимальное расстояние к Земле — 0,111 а. е. (16,6 млн км) — астероид подошёл 18 октября 2010 года. Диаметр астероида оценивается в 300—600 метров.

## Открытие кометы C/2010 X1
10 декабря 2010 года Леонид Еленин открыл долгопериодическую комету C/2010 X1 (Elenin). На следующий день эти данные были подтверждены российскими, украинскими и узбекскими астрономами с помощью наблюдений на обсерватории Майданак в Узбекистане. Ещё через день были получены подтверждения от американских и японских учёных. В соответствии с циркуляром Центра малых планет Международного астрономического союза новая комета получила обозначение C/2010 X1 и имя первооткрывателя — Еленина.
Комета Еленина — первая за 20 лет, открытая российским астрономом. Предыдущий случай открытия кометы советским учёным произошёл в 1990 году, когда литовский астроном Казимир Чернис одновременно с японскими коллегами открыл комету C/1990 E1 (Černis-Kiuchi-Nakamura). В 1989 году житель Краснодарского края Борис Скориченко одновременно с британским астрономом открыл комету C/1989 Y1 (Skorichenko-George).
Открыл комету P/2011 NO1 (Elenin).

## Разоблачение слухов о комете
Еленин разоблачал слухи, распространившиеся в интернете, о том, что приближение кометы сулит Земле какие-то неприятности. По его словам, под его именем кто-то зарегистрировался на Facebook и пропагандирует секту конца света, в которой якобы только и можно спастись.